# Ягодный (Новосибирская область)
Я́годный — посёлок в Карасукском районе Новосибирской области. Входит в состав Благодатского сельсовета.

## География
Площадь посёлка — 21 гектар.

## Население
| 2002 | 2007 | 2010 |
| ---- | ---- | ---- |
| 281  | ↗291 | ↘263 |

## Инфраструктура
В посёлке по данным на 2007 год функционируют 1 учреждение здравоохранения, 2 образовательных учреждения.